# Myrmecaelurus fallax
Myrmecaelurus fallax är en insektsart som beskrevs av Hölzel 2002. Myrmecaelurus fallax ingår i släktet Myrmecaelurus och familjen myrlejonsländor. Inga underarter finns listade i Catalogue of Life.